# 立法院 (汪精卫国民政府)
立法院为汪精卫国民政府的最高立法机关，1940年成立。设60席。最后的第二届立法委员于1942年4月宣誓就职。

## 沿革
1940年3月30日，立法院随汪精卫国民政府成立，陈公博任立法院长，并任命立法委员约50人。立法院对法律、预算、大赦、宣战、媾和等重要事务有议决之权。
1944年汪兆铭逝世后，陈公博继任为国民政府主席，其所遗立法院长一职则由监察院长梁鸿志调任。

## 主要官员
立法院主要官员包括：
- 院长：陈公博（1940年3月31日任）、梁鸿志（1944年11月13日任）
- 副院长：朱履龢（1940年9月12日任）、缪斌（1941年2月13日任）、诸青来（1942年8月20日任）
- 秘书长：胡泽吾（1940年4月8日任）、周学昌（1941年5月14日任）、彭羲明（1942年5月4日任）、黄曝寰（1945年1月12日任）
- 简任秘书（1944年5月在职）：张国仁、林基、吴乾夔、郑诚一
- 编译处长：萧恩承（1940年5月6日任）、黄曝寰（1941年7月4日任）

## 立法委员
立法院立法委员有：
- 1940年4月2日任（第一届）：陶锡三[注 1]、杭锦寿[注 2]、廖廉能、朱乔岳、程进修[注 3]、蓝文锦、张士杰、张、邝其光、甘德云[注 1]、杨景斌[注 1]、林国材、张桐[注 1]、游志[注 1]、赵咏白、温子振[注 4]、陈子棠[注 1]、蒋畸士[注 1]、吕茂宗[注 5]、朱大璋、李少轩[注 6]、丁政言[注 1]、陈大勋[注 1]、曾醒、陳伯藩[注 7]、萧恩承[注 1]、艾鲁瞻、方焕如[注 8]、张显之[注 9]、谢崇昉、樊伯山、王震山[注 6]、黄庆中[注 10]、姚国桢[注 5]、周正己、纪华、龙沐勋、彭羲明[注 11]、嵇镜、徐国桓[注 1]、诸长年[注 12]、赵霜峰、赵慕儒、李时雨[注 3]、韩清健、黄体濂、黄起中、岑德咸、钟沛[注 6]、李菱镜[注 6]
- 1940年4月11日任：伍澄宇
- 1940年6月29日任：陈青选[注 13]
- 1940年10月5日任：凌启鸿[注 6]、胡泽吾[注 14]、贺之才[注 1]、莫国康、陈秋实[注 1]、谭庶潜[注 15]、龚湘[注 1]、王雨生、孙琢齐
- 1940年10月19日任：雷闳肆、吴图南
- 1940年12月7日任：周景瞻[注 6]
- 1940年任：王震生[注 6]
- 1941年2月1日任：邝运文[注 16]
- 1941年4月17日任：周纬、林耕宇[注 1]、黄曝寰
- 1941年6月6日任：吴明浩[注 17]
- 1941年7月18日任：武仙卿
- 1941年任：苏理平
- 1942年4月11日任（第二届[注 18]）：张福增、孙棣三[注 1]、朱枕薪[注 1]、陈伊炯[注 10]
- 1942年8月22日任：王以义[注 3]
- 1942年12月22日任：李景纲
- 1942年任：周匡
- 1943年5月24日任：金国珍[注 19]、严恩祚[注 1]
- 1943年9月2日任：王寿篯[注 2]、钱九威、华隽超、孙继武[注 20]
- 1943年9月13日任：郑诚一
- 1944年4月24日任：彭羲明[注 10]、梅蒿南、黎国昌、胡永䜢、刘蔚如、宗惟恭、谭孔新、萧锦、张绂青、蔡鼎成、许庆圻、纪国宣、张秉辉、张润三
- 1944年7月7日任：唐焕栋
- 1944年9月1日任：李铭隽
- 1944年12月2日任：刘思生、张相之、林宾鸿、何宪琦、高齐贤、綦岱峰
- 1945年2月19日任：江古怀
- 1945年8月9日任：陈海超、朱孙藩